# Порт-Судан
Порт-Судан (араб. بور سودان, трансліт. Būr Sūdān, бедж. Bar'uut) — місто-порт на березі Червоного моря, розташований на північному сході Судану, друге за розміром місто Судану після агломерації Хартума, а також єдиний морський порт цієї держави. Через Порт-Судан проходить більша частина експорту країни: бавовна, жива худоба, шерсть і шкіра, гуміарабік. У місті є міжнародний аеропорт.

## Історія

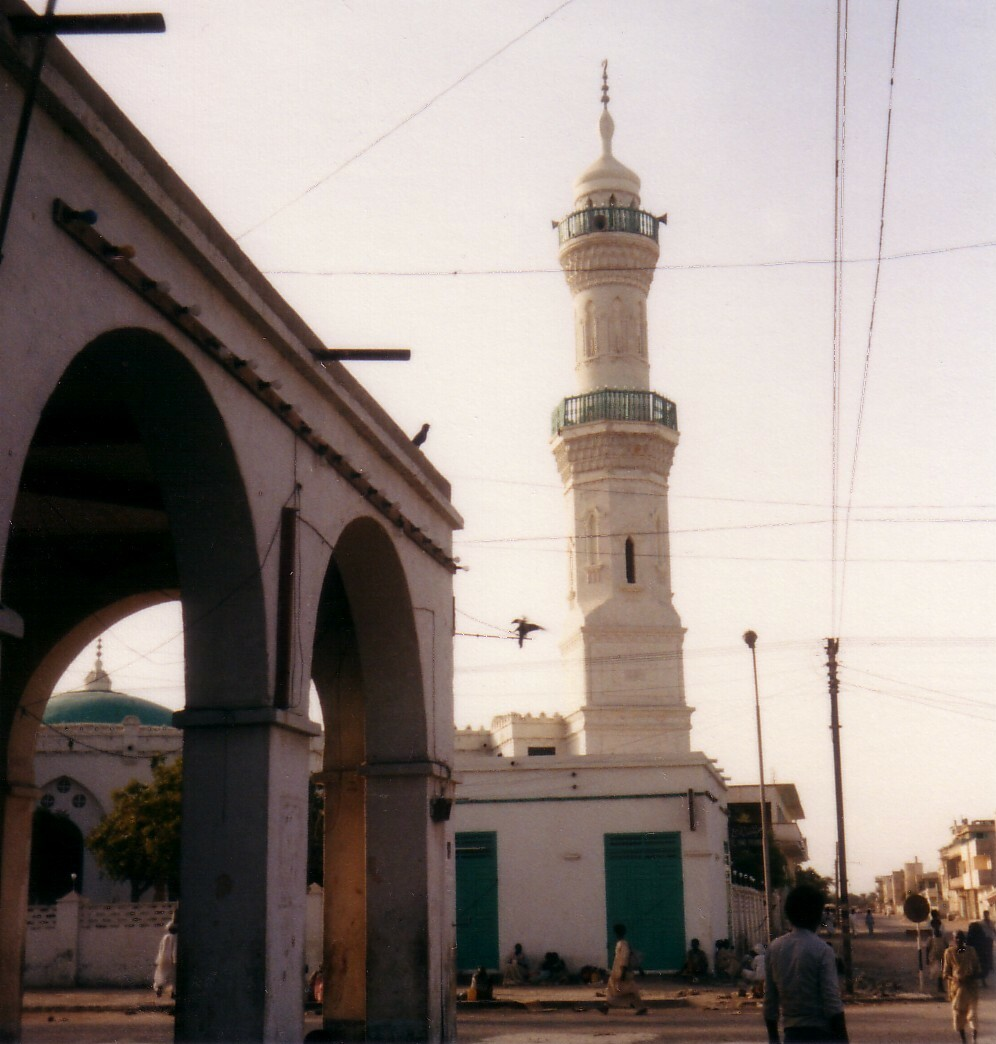
Мінарет

Місто було засноване в 1909 році, як нова сучасна гавань, замість стародавнього міста Суакін, розташованого на південь, гавань якого заросла коралами.

## Географія
Знаходиться на березі Червоного моря. Висота центру НП становить 62 метри над рівнем моря.

## Демографія
Населення міста по роках:
| 1973   | 1983   | 1993   | 2010   |
| ------ | ------ | ------ | ------ |
| 132632 | 209938 | 305385 | 579942 |

## Клімат
Для Порт-Судану характерний тропічний сухий (пустельний) клімат. Середня температура серпня (найспекотнішого місяця) +34.5, у лютому знижується до +23.0. Опади випадають рідко, половина річної норми припадає на листопад.
| Клімат Порт-Судана                         | Клімат Порт-Судана | Клімат Порт-Судана | Клімат Порт-Судана | Клімат Порт-Судана | Клімат Порт-Судана | Клімат Порт-Судана | Клімат Порт-Судана | Клімат Порт-Судана | Клімат Порт-Судана | Клімат Порт-Судана | Клімат Порт-Судана | Клімат Порт-Судана | Клімат Порт-Судана |
| Показник                                   | Січ.               | Лют.               | Бер.               | Квіт.              | Трав.              | Черв.              | Лип.               | Серп.              | Вер.               | Жовт.              | Лист.              | Груд.              | Рік                |
| Абсолютний максимум, °C                    | 37                 | 36,6               | 40                 | 41,2               | 47                 | 46,7               | 48                 | 48,6               | 46,1               | 44,3               | 39                 | 38                 | 48                 |
| Середній максимум, °C                      | 26,8               | 27                 | 28,8               | 31,4               | 35                 | 38,5               | 40,1               | 40,2               | 37,4               | 33,4               | 30,8               | 28,8               | 33,2               |
| Середня температура, °C                    | 23,3               | 23                 | 24,3               | 26,5               | 29,3               | 32,2               | 34,1               | 34,5               | 32,1               | 29,3               | 27,3               | 24,7               | 28,4               |
| Середній мінімум, °C                       | 19,7               | 19                 | 19,9               | 21,6               | 23,7               | 25,9               | 28,2               | 28,9               | 26,8               | 25,3               | 23,8               | 21,3               | 23,7               |
| Абсолютний мінімум, °C                     | 10                 | 10,2               | 10                 | 12,3               | 17,4               | 17,2               | 20                 | 20                 | 18,9               | 17,5               | 17,5               | 9                  | 9                  |
| Середня кількість сонячних годин на місяць | 195,3              | 226,8              | 282,1              | 306                | 322,4              | 285                | 272,8              | 288,3              | 282                | 297,6              | 225                | 213,9              | 3197,2             |
| Днів з дощем                               | 1,2                | 0,2                | 0,2                | 0,3                | 0,3                | 0,1                | 0,8                | 0,3                | 0                  | 1,2                | 4,1                | 1,7                | 10,4               |
| Вологість повітря, %                       | 69                 | 70                 | 69                 | 65                 | 58                 | 50                 | 49                 | 50                 | 60                 | 72                 | 72                 | 71                 | 63                 |
| ------------------------------------------ | ------------------ | ------------------ | ------------------ | ------------------ | ------------------ | ------------------ | ------------------ | ------------------ | ------------------ | ------------------ | ------------------ | ------------------ | ------------------ |
| Джерело: NOAA, Hong Kong Observatory,      |                    |                    |                    |                    |                    |                    |                    |                    |                    |                    |                    |                    |                    |